# Templo de Artemisa Agrótera (Atenas)
El Templo de Artemisa Agrótera' (en griego: Ναός της Αγροτέρας Αρτέμιδος) fue un templo griego dedicado a la diosa Artemisa en la Antigüedad en Atenas, Grecia. Estaba situado en la esquina de las actuales calles Ardittoú y Koútoula, en el barrio de Mets. El templo aún existía en el siglo XVIII, pero no ha llegado hasta nuestros días.

## Historia
El templo fue construido en época clásica en el año 448 a. C., según las investigaciones. En la antigüedad, el lugar se encontraba a orillas del río Iliso y era conocido como Agrile o Agra. Pausanias se refiere al templo como Artemis Agrótera, ‘Artemisa en los campos’, y dice que el lugar fue el primero de la mitología griega donde cazó Artemisa tras llegar de Delos. El templo estaba relacionado con la fiesta de Caristeria, que se celebraba anualmente el 6 de boedromion, y también con la victoria ateniense en la Batalla de Maratón, cuando se sacrificaron 500 cabras a Artemisa como ofrenda de agradecimiento. 
Cerca del templo, a orillas del Iliso, también tenía lugar la purificación de los pequeños misterios eleusinos.
Se convirtió en iglesia en la época del Cristianismo primitivo, a mediados del siglo IV d. C. La iglesia se dedicó a la Virgen María, y era conocida como Panagiá stin pétra, "Virgen María en la Roca". La conversión ayudó al edificio a sobrevivir durante la Edad Media. En el siglo XVII se añadió una cúpula a la iglesia.
El templo-iglesia seguía en pie en el siglo XVIII. Se conoce sobre todo porque los arquitectos James Stuart y Nicholas Revett lo estudiaron y esbozaron su disposición, planta y decoración durante su visita a Atenas en 1751-1753. Se publicaron en 1762. Los otomanos demolieron el templo en 1778 y partes del mismo se utilizaron para construir una nueva muralla.
El emplazamiento del templo fue topografiado por primera vez en 1897. En ese momento, el templo se asoció por primera vez con el templo de Artemisa Agrotera, según la descripción literaria de Wilhelm Dörpfeld. El yacimiento fue expropiado en 1964, y parte de él fue demolido en 2010. Desde entonces, se han llevado a cabo excavaciones en el yacimiento, entre 2010 y 2015. Algunos elementos decorativos del templo se han conservado y se encuentran en los Museos Estatales de Berlín y Venecia. Los dos pedestales de las columnas jónicas están en posesión del Ministerio de Cultura griego.

## Descripción
El templo era de estilo jónico y estaba hecho de mármol blanco del Pentélico . Era anfipróstilo, con cuatro columnas en cada extremo. En la parte delantera del templo había un pronaos con dos pilares en la puerta, y detrás una naos o cella. En muchos aspectos arquitectónicos, el templo se parecía al Templo de Atenea Niké de la Acrópolis, pero era unos 20 años anterior. Ambos templos fueron probablemente obra del mismo arquitecto, Calícrates.